# Jándalo
Se conoce como jándalo a la persona originaria de Cantabria (y a veces, por extensión, del norte de España) que emigraba a Andalucía adquiriendo la pronunciación propia de allí o adoptando costumbres andaluzas.
Durante la segunda mitad del siglo XIX sobre todo, muchos montañeses emigraban a tierras andaluzas en busca de fortuna. Eran jóvenes emigrantes temporales o definitivos que marchaban en otoño retornando periódicamente a La Montaña natal hasta consumir sus ahorros y volviendo, muchas de las veces, de nuevo. En algunos casos, y después de un enorme sacrificio, conseguían hacienda propia y dar fe de su tierra en la región andaluza.
Durante el último tercio del siglo XIX se generaliza un costumbrismo de tipos que por razones de pintoresquismo suele presentar predilección por los andaluces, y entre ellos los jándalos. Así, autores como José María de Pereda dan fe en sus textos de una figura estereotipada del jándalo, que marchaba a tierras andaluzas en otoño y regresaba por San Juan a lomos de cabalgadura. En la obra de Pereda, crítica con el fenómeno de la emigración, el jándalo aparece en bastantes ocasiones representado con tintes burlescos y satíricos, recogiendo todos los rasgos tópicos de la tradición costumbrista. Sus obras señalaban que en ocasiones volvían enriquecidos, pero en la mayor parte de los casos habían ahorrado unos cuartos para presumir ante sus convecinos y solían presentarse con la indumentaria andaluza al uso, un modo de hablar seseante y postizo del que se reían los aldeanos y unas maneras aflamencadas que también solían ser motivo de hilaridad.

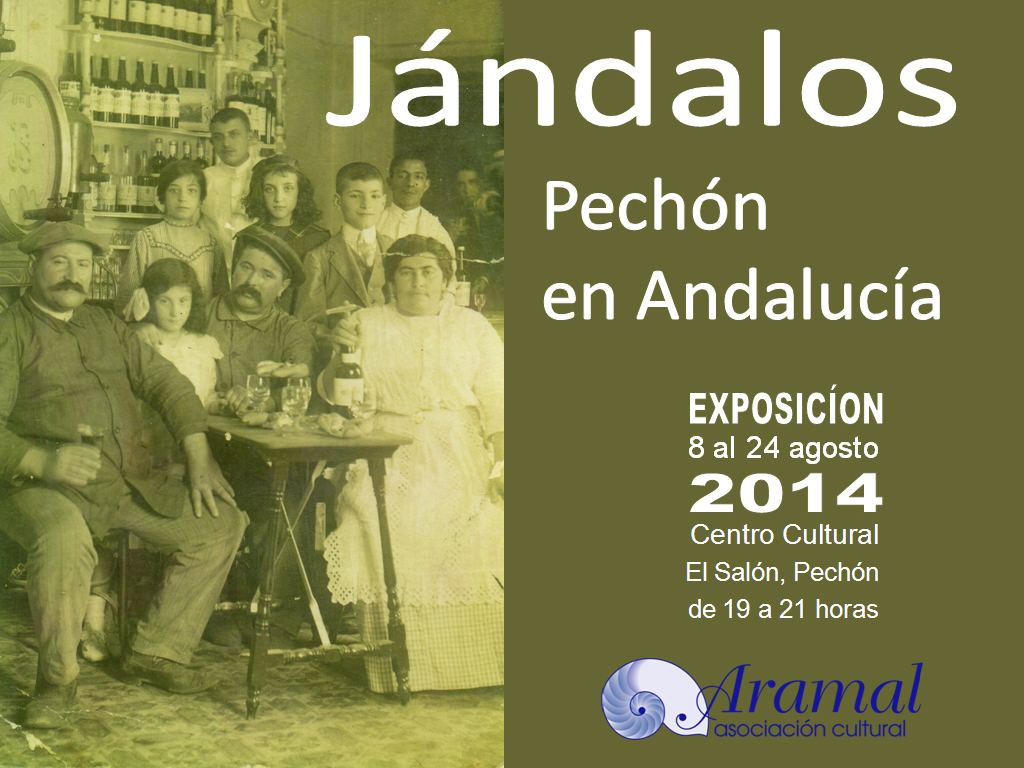
Cartel de una exposición fotográfica sobre los jándalos que partieron de Pechón, en 2014.

## Nota
1. ↑  Véase la definición del término jándalo en el Diccionario de la Real Academia Española
2. ↑  Véase "El jándalo" de Escenas Montañesas (1864), Tipos y paisajes (1871), El sabor de la tierruca (1882) y La puchera (1889).
3. ↑  Por el contrario en el relato Blasones y talegas de su obra Tipos y paisajes José María de Pereda sorprende con una visión bastante positiva de estos, retratando al personaje no con sátira ni burla sino con cierta ternura.